# Mikulášovice
Mikulášovice (en allemand : Nixdorf) est une commune du district de Děčín, dans la région d'Ústí nad Labem, en Tchéquie. Sa population s'élevait à 2 111 habitants en 2021.

## Géographie
Mikulášovice se trouve à la frontière allemande, à 24 km au nord-est de Děčín, à 41 km à l'est d'Ústí nad Labem et à 100 km au nord-nord-ouest de Prague.
La commune est limitée par Vilémov au nord, par Velký Šenov au nord et au nord-est, par Staré Křečany au sud-est et par l'Allemagne au sud et l'ouest.

## Histoire
La première mention écrite du village date de 1346.

## Économie

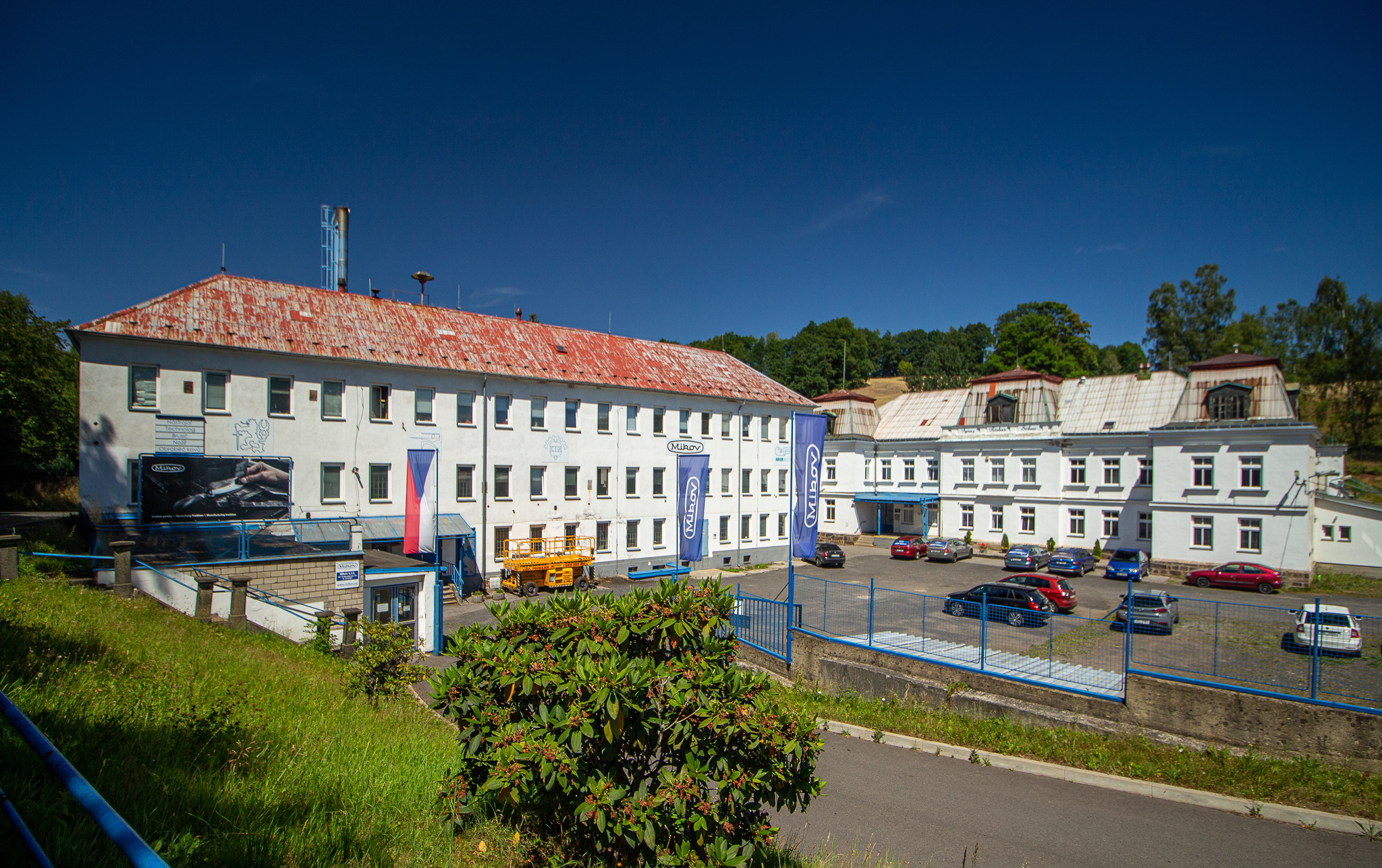
Usine Mikov.

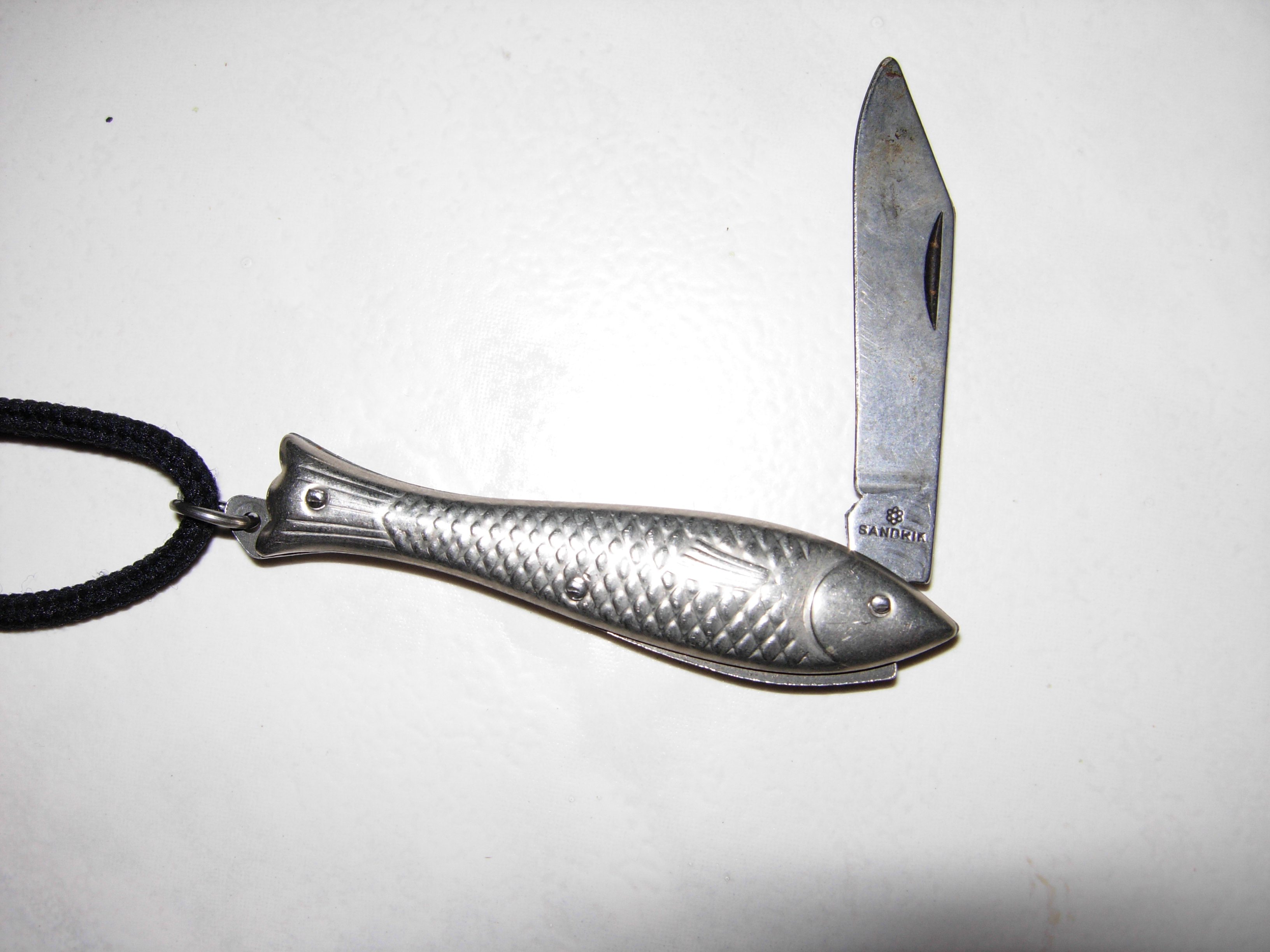
Couteau "rybicka".

La commune a une longue tradition de fabrication de couteaux. La société MIKOV en fabrique depuis 1794.

## Patrimoine
Un musée de la tradition coutelière a été ouvert en 2012. Il est situé dans le bâtiment du centre d'information municipal. Il présente l'histoire du développement de l'activité coutelière et de la production de couteaux à Mikulášovice, ainsi qu'une collection variée de pièces historiques et de photographies ancienne. Le couteau traditionnel le plus célèbre est nommé "rybicka".

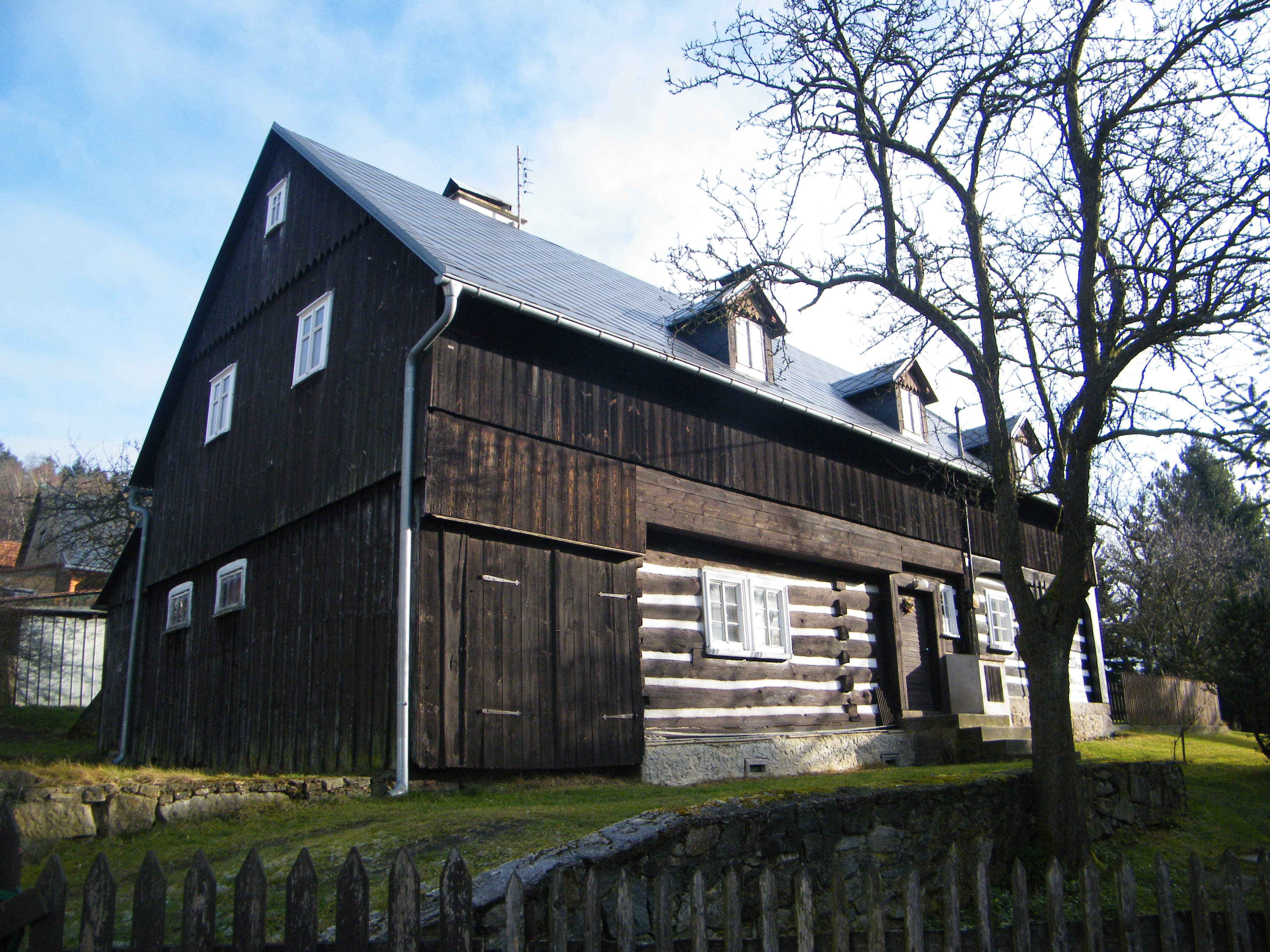
Maison traditionnelle à Mikulášovice.
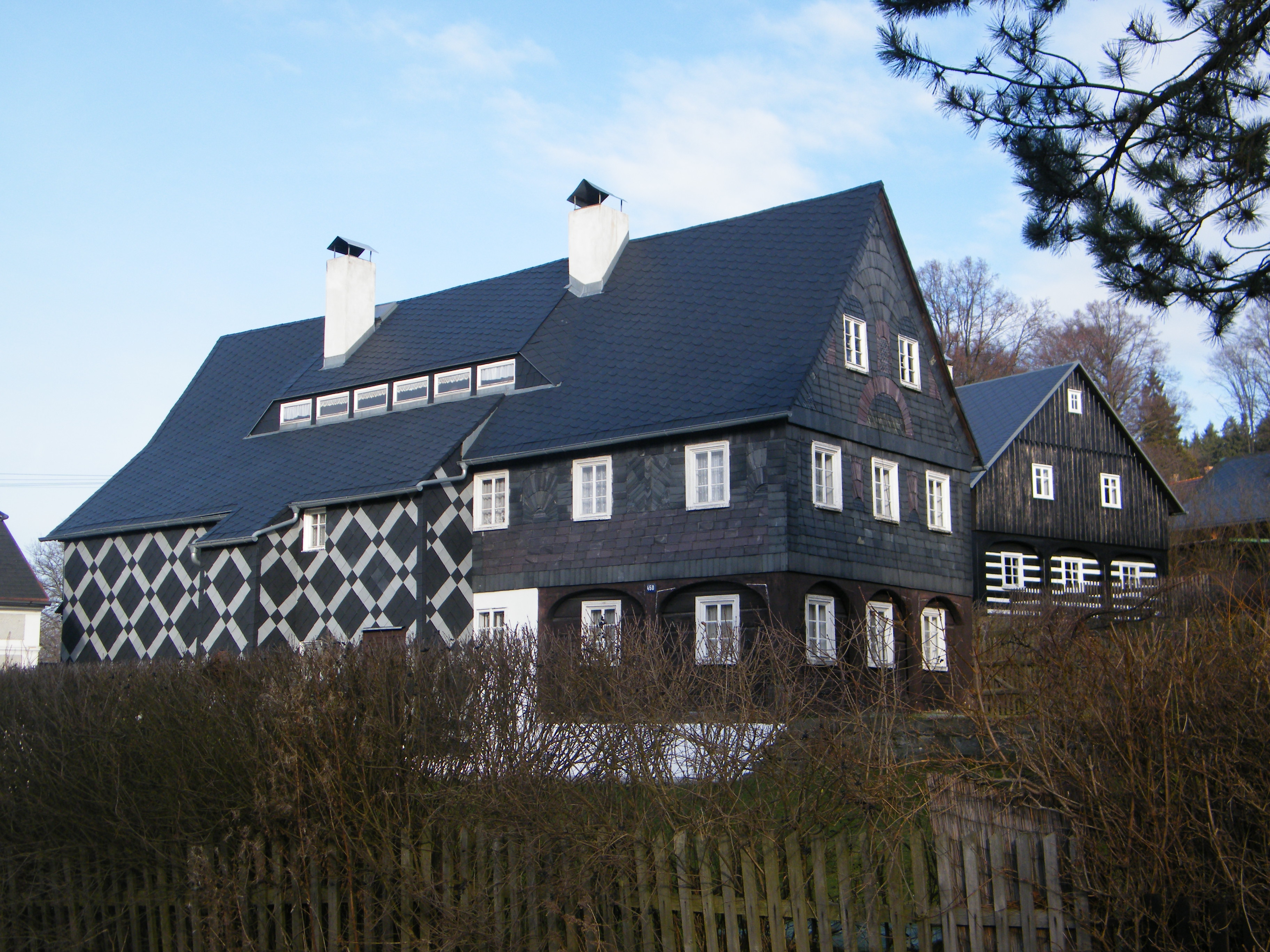
Maison traditionnelle à Mikulášovice.
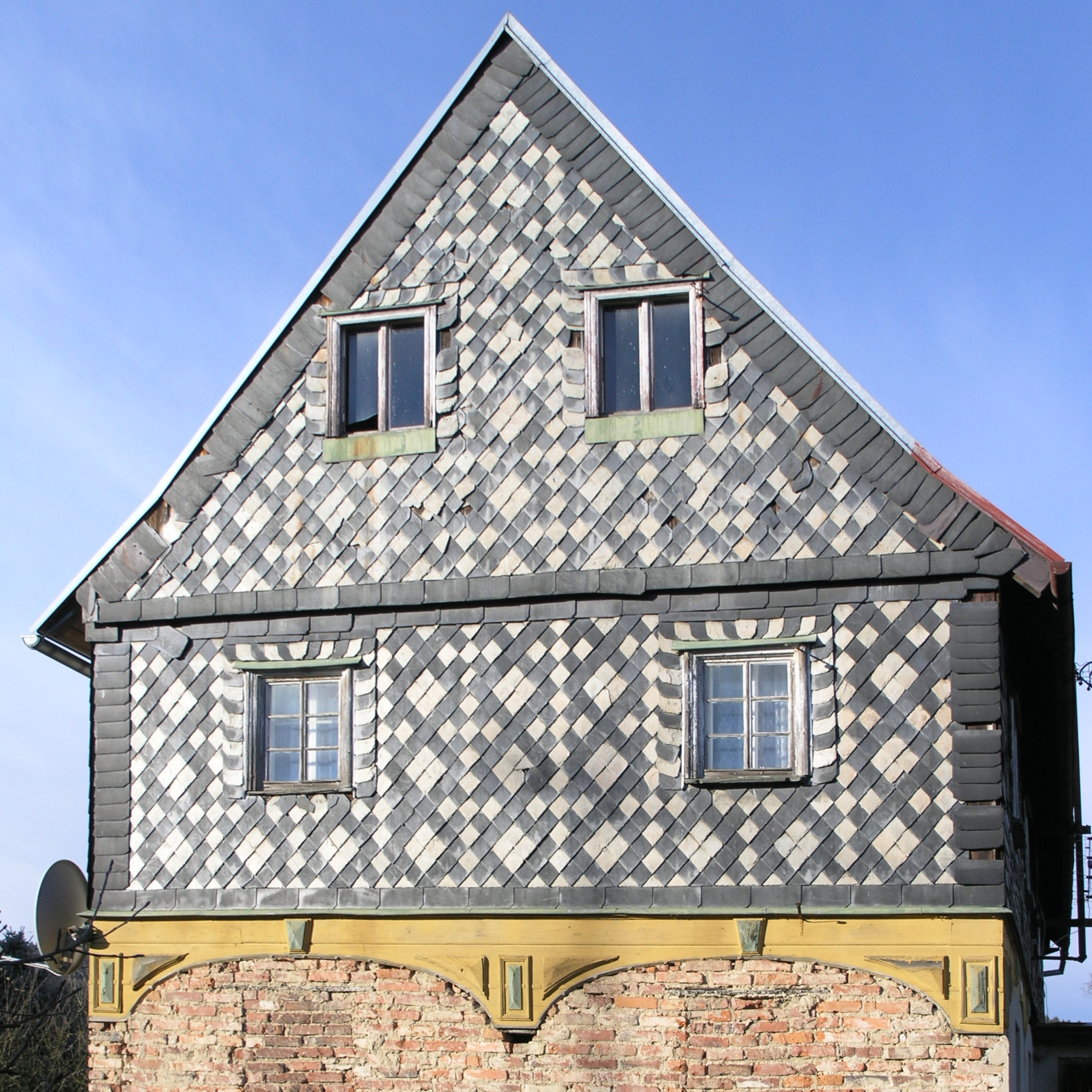
Maison traditionnelle à Mikulášovice.

## Transports
Par la route, Mikulášovice se trouve à 16 km de Rumburk, à 44 km de Děčín, à 69 km d'Ústí nad Labem et à 143 km de Prague.

## Administration
La commune se compose d'un seul quartier et comprend les localités de Mikulášovice, Mikulášovičky, Salmov, Tomášov.